# Кокенай, Борис Яковлевич
Бори́с Я́ковлевич Кокена́й (20 декабря 1892 (1 января 1893), Феодосия — 24 июля 1967, Ростов-на-Дону) — исследователь фольклора, истории и культуры караимов, собиратель предметов караимской старины.

## Биография
Родился в малообеспеченной караимской семье. Происходил из рода караимского гахама Исаака бен Шеломо. Отец — Яков Маркович Кокенай (1835, Чуфут-Кале — 1897, Феодосия), бахчисарайский мещанин, работал учителем в школе, помогал гебраисту Даниилу Хвольсону в его исследованиях на Чуфут-Кале. До 12 лет обучался в феодосийском мидраше у Т. С. Леви-Бабовича. Окончил пять классов феодосийской гимназии, однако вынужден был прекратить обучение из-за болезни. После этого в течение нескольких лет работал учителем в крымскотатарских сельских школах Крыма (Беш-Ходжа и Кокташ). После установления в Крыму советской власти поступил в Феодосийский учительский институт, но во время голода в 1921—1922 годах переехал в Ростов-на-Дону, где работал телеграфистом.
Владел караимским, крымскотатарским, турецким, арабским и французским языками. Автор караимско-русского словаря. Статьи Б. Кокеная по истории и культуре крымских караимов публиковались в журналах «Mysl Karaimska», «Karaj Awazy», «Onarmach».
Проживая в 1942 году в оккупированном Ростове, совместно с юристом М. Демидовым разъяснял оккупационным властям вопрос об этнической принадлежности караимов. Перевёл на немецкий язык отрывки собственного сочинения «Крымские караимы», и тем самым внёс свою лепту в избавление караимов от уничтожения.
Архив Б. Кокеная, в том числе и ценное собрание древних рукописей, книг, фольклорного материала находятся в библиотеке Вильнюсского университета и в отделении Института востоковедения в Санкт-Петербурге.

## Труды
- Borys Kokenaj. Medżuma, karaj bitigi // Aleksander Mardkowicz Karaj Awazy. — Łuck, 1934. — № 6. — С. 14—17.
- Medżuma — karaimska książka / Borys Kokenaj; Tłumacz Anna Sulimowicz. — [Tisłemłeri Askanłyknyn — Okruchy przeszłości]. — Tłumaczenie artykułu opublikowanego w Karaj Awazy 1933, z. 6, s. 14 — 17 // Awazymyz — 2007, z. 2 (16), s. 3-5  (пол.)
- Borys Kokenaj. Ata-sezłeri Krymły Karajłarnyn // Aleksander Mardkowicz Karaj Awazy. — Łuck, 1935. — № 8. — С. 19—22.
- Библиография / Б. K. [Борис Кокенай]. — [К выборам гахама]. // Караимское слово — 1913, z. 2, s. 20  (рус.)
- Библиография / Б. K. [Борис Кокенай]. // Караимское слово — 1913, z. 5, s. 23  (рус.)
- Посещение Императором Александром I Кале / Б. K. [Борис Кокенай]. // Караимское слово — 1913, z. 3-4, s. 3-4  (рус.)
- Stosunki agrarne Karaimów na Krymie : (Zarys statystyczny) / Borys Kokenaj. // Myśl Karaimska — 1929, T. 2, z. 1, s. 32-36  (пол.)
- Bir-nieča bergianliar Karaj sioz-bitiktian : (Bibliografiafijasyndan Tenachnyn redakcijasynda J. Maleckinin.) / Malecki, J. [Borys Kokenaj]; Malecki, J. [Jakub Malecki]. — Tekst karaimski // Onarmach — 1939, z. 3, s. 25-31